# Crisis diplomática entre México y Venezuela de 2005
La crisis diplomática entre México y Venezuela de 2005 fue un conflicto diplomático que se desarrolló durante el mes de noviembre de 2005 y que resultó en el retiro mutuo de los embajadores de ambos países, dejando las relaciones diplomáticas recíprocas a nivel de encargados de negocios. Dicho conflicto se extendió a raíz de la recurrencia del tema en la opinión pública mexicana con ocasión de las elecciones presidenciales de 2006 en México y fue finalmente resuelto con la designación de los embajadores Roy Chaderton Matos y Jesús Mario Chacón Carrillo en la Ciudad de México y Caracas, respectivamente, en septiembre de 2007.

## Antecedentes
Los antecedentes del conflicto tuvieron lugar durante la celebración de la IV Cumbre de las Américas —evento que reúne a los jefes de Estado de los países americanos— y de la concentración paralela y antagónica llamada "Cumbre de los Pueblos" —convocada de manera simultánea por movimientos, organizaciones y personalidades promotoras de la antiglobalización—, ambas celebradas en la ciudad argentina de Mar del Plata, durante el fin de semana del 3 al 5 de noviembre de 2005. Durante el desarrollo de la cumbre los jefes de Estado fueron instados a petición del premier canadiense Paul Martin a discutir estrategias para avanzar en el establecimiento del Área de Libre Comercio de las Américas (ALCA); discusión que fue rechazada en pleno por los presidentes de los países miembros de Mercosur (para entonces Luiz Inàcio Lula da Silva, de Brasil; Tabaré Vázquez, de Uruguay; Nicanor Duarte Frutos, de Paraguay y el anfitrión Néstor Kirchner) juntamente con Hugo Chávez, presidente de Venezuela. Las discusiones con respecto al ALCA fueron paralizadas y no se llegó a ningún acuerdo al respecto al final de la cumbre.
Paralelamente, el presidente venezolano asistió a la llamada "Cumbre de los Pueblos", celebrada con un lleno total en el Estadio Mundialista de Mar del Plata, acompañado por -entre otros- el exfutbolista argentino Diego Armando Maradona, el premio Nobel Adolfo Pérez Esquivel, el cantautor cubano Silvio Rodríguez, el sindicalista boliviano Evo Morales —entonces candidato a la presidencia de su país— y las Madres de Plaza de Mayo. En dicha concentración, Chávez propulsó la idea de la Alternativa Bolivariana para América (ALBA), al tiempo que decretó la "muerte" del ALCA.

## Historia
El 7 de noviembre, el presidente mexicano Vicente Fox, a su llegada a México, declara los medios de comunicación criticando la posición asumida por Néstor Kirchner en su rol de organizador del evento, diciendo que “la impresión que nos llevamos es que el pensamiento del conductor, en este caso el del presidente (Kirchner), estaba más orientado a cumplir con la opinión pública argentina" así como al papel de Chávez durante la Cumbre, a quien acusó de haber «actuado para las cámaras», agregando que «ese es precisamente el problema de ir a calentarse con la gente, de ir ahí, en la euforia y en la parafernalia, teniendo 40.000 almas enfrente, a hablar cosas que ni fueron serias ni aseguraron un debate real a fondo en la reunión».
Kirchner replicó al día siguiente diciendo «el presidente Fox que se ocupe de México, a mí me votaron los argentinos y yo me voy a ocupar de defender a los argentinos como corresponde», agregando luego que «algunos creen que la buena diplomacia es tener una actitud de pleitesía y agachar la cabeza ante los fuertes». Las cancillerías de México y Argentina dieron por superado el incidente luego de 24 horas.
En tanto, el día 9 de noviembre y ya de regreso en Caracas, Hugo Chávez —durante la transmisión en cadena nacional de radio y televisión de un acto organizado en el Teatro Teresa Carreño para hacer entrega de 300 créditos para la adquisición de viviendas— espetó: «el presidente de México salió —como decimos aquí— sangrando por la herida. Yo les voy a mostrar los videos de los discursos: da tristeza el entreguismo del presidente Fox. Qué triste que el mandatario de un pueblo como el mexicano se preste a ser un cachorro del imperio».
La cancillería de México reaccionó de inmediato y convocó para el día siguiente al Embajador de Venezuela en ese país, Vladimir Villegas, para dar explicaciones sobre las declaraciones de Chávez. Los cancilleres Luis Ernesto Derbez, de México y Alí Rodríguez Araque, de Venezuela, entre tanto, llevaban trabajando varias soluciones para apaciguar la crisis, pero ésta alcanzó su punto cumbre el domingo 13 de noviembre, cuando, durante la transmisión de su programa semanal "Aló Presidente", Chávez cumple con su promesa de divulgar los videos de la reunión a puertas cerradas ocurrida la semana anterior en la cumbre de Mar del Plata, arremetiendo además contra Vicente Fox, a quien advirtió no se metiera con él porque saldría escarmentado:

Fíjense: el presidente de México, además el presidente de México después arremetió contra Kirchner y contra mí. Creo que iba sangrando por la herida, el presidente Fox. Yo le respondí: ¿Usted sabe qué, presidente Fox? hay una copla en mi llano, usted que es un hombre de caballos y de llano también, que dice así... es de Florentino, el que peleó con el Diablo:

«Yo soy como el espinito

que en la sabana florea

le doy aroma al que pasa

y espino al que me menea»

No se meta conmigo caballero, porque sale espinao, sale espinao.
Hugo Chávez, 13 de noviembre de 2005.

Chávez agregó que la polémica entre él y Fox se generó luego que este último intentó "atacarlo" a él y al presidente de Argentina, violando el protocolo de la Cumbre al salirse de la agenda de discusión y presionar para firmar un acuerdo aprobando el establecimiento del ALCA. (ver también «Sigue la tensión entre México y Venezuela por cruce de declaraciones entre Fox y Chávez», en Wikinoticias).
Luego de escuchadas las palabras del presidente venezolano, la cancillería y el alto gobierno mexicano, endurecen luego su posición, lanzando un ultimátum a través de la Secretaría de Relaciones Exteriores y exigiendo una disculpa pública del gobierno de Venezuela, ordenando el retiro del embajador en Caracas Enrique Loaeza y Tovar en 24 horas en caso de no recibir respuesta del gobierno venezolano.
El canciller venezolano Rodríguez replicó ordenando a su vez la retirada del embajador Villegas y declaró a la prensa que «El ultimátum del presidente Fox es una agresión sin sentido (...) esta situación es de entera responsabilidad del presidente Fox; no tiene justificación», agregando que «el problema no es México, el problema es Estados Unidos».
Luego del retiro de ambos embajadores, las relaciones diplomáticas entre ambos países quedaron rebajadas al nivel de encargados de negocios.

## Reacciones inmediatas
Al día siguiente del retiro de los embajadores,  un grupo de parlamentarios del senado de México exhortaron al presidente Fox a tomar las medidas necesarias para normalizar cuanto antes las relaciones diplomáticas con Venezuela. El propio Vicente Fox replicó diciendo que la disputa con Venezuela "es un caso cerrado" y que "espera que las relaciones bilaterales se restablezcan pronto".
La postura del Gobierno venezolano en tanto, consistió en achacar la crisis diplomática con México al fruto de una estrategia del gobierno de los Estados Unidos para dividir y debilitar el bloque latinoamericano de naciones y para aislar a Venezuela. En ese sentido, el presidente Chávez aseveró que «el gran culpable es Mister Danger y su estrategia divisionista (...) estoy seguro de que este conflicto fue facturado en Washington y vendrán más, porque allá en el imperio deben estar festejando por esto que pasó con México».
La reacción norteamericana, a través del diplomático Thomas Shannon, fue calificar la estrategia de Chávez como una que "se basa en la confrontación y el conflicto y para que se mantenga en el tiempo requiere cada vez más de la búsqueda de enemigos", críticas a las cuales el canciller venezolano replicó calificándolas de "cínicas y groseras". Hugo Chávez agregó al día siguiente que "la peor amenaza, no sólo para la democracia sino para el mundo ahora es el gobierno de los Estados Unidos (...) el pueblo estadounidense está gobernado por un asesino, un asesino en serie, un loco".
El gobierno venezolano, a través del mismísimo presidente Chávez, convocó para el domingo 20 de noviembre a una manifestación popular que sirviese tanto de apoyo a la política exterior venezolana como de desagravio a la dignidad de la Nación azteca. Portando un sombrero mexicano, Chávez salió a cantar y marchar por las calles de Caracas junto a sus seguidores para señalar al gobierno de Estados Unidos como el responsable de la disputa con México. Chávez, acompañado por mariachis, entonó canciones famosas como México lindo y querido, El Rey y Jalisco para después exclamar ante los presentes: "¡Viva México, viva Venezuela!".
En dicho acto —que contó con la presencia de los diputados mexicanos Emiliano Ramos y Rafael Quintanar, del Partido de la Revolución Democrática—, el vicepresidente José Vicente Rangel dejó clara la postura del gobierno venezolano con respecto al papel de la administración Bush en el conflicto al declarar «nosotros no queremos pelear con Fox. No queremos pelear con el zorro, sino con el águila imperial...».

## Reacciones a largo plazo y resolución del conflicto
Cuatro meses después -el 7 de marzo de 2006- y con el roce diplomático aún sin resolverse, el diario mexicano La Crónica denuncia que existen grupos universitarios de izquierda -a los que identificó como "grupos bolivarianos" o "células chavistas"- apoyando la candidatura de Andrés Manuel López Obrador y que se hallaban supuestamente recibiendo apoyo financiero y logístico de "agentes" venezolanos. El candidato oficialista Felipe Calderón se hizo eco de dicha denuncia y pidió al Instituto Federal Electoral la investigación de "la existencia de células bolivarianas financiadas por venezolanos, por personal de la Embajada o del gobierno de Hugo Chávez". Según el citado periódico, los agentes de Caracas eran gente de confianza del exembajador venezolano en México, Vladimir Villegas.
Gerardo Fernández Noroña, secretario de Comunicación del PRD -organización que postulaba a López Obrador- rechazó las aseveraciones dolosas de Calderón, las que consideró "sin ninguna base". El partido oficialista PAN sí solicitó una investigación a la autoridad electoral, pero sin aportar pruebas. El gobierno mexicano, por su parte, a través del canciller Derbez, se encargó de desmentir la información, asegurando que el gobierno venezolano se encontraba completamente ajeno al proceso electoral mexicano. No obstante, Villegas resultó vetado por el gobierno mexicano para reasumir el cargo en un futuro.
Con el triunfo electoral de Calderón en septiembre de 2006, las negociaciones para la normalización de relaciones diplomáticas se destrabaron y en agosto de 2007 se restablecieron completamente con el nombramiento del ex canciller Roy Chaderton como plenipotenciario de Venezuela en la Ciudad de México y la transferencia de Jesús Mario Chacón Carrillo, embajador de México en Colombia, hacia Caracas.